# Hypocala gaedei
Hypocala gaedei är en fjärilsart som beskrevs av Emilio Berio 1955. Hypocala gaedei ingår i släktet Hypocala och familjen nattflyn. Inga underarter finns listade i Catalogue of Life.